# Philtraea albimaxima
Philtraea albimaxima är en fjärilsart som beskrevs av John S. Buckett 1971. Philtraea albimaxima ingår i släktet Philtraea och familjen mätare. Inga underarter finns listade i Catalogue of Life.